# Christina Aguilera
Christina María Aguilera (New York, 18 dicembre 1980) è una cantautrice, attrice, produttrice discografica, ballerina e modella statunitense.
Vincitrice di cinque Grammy Awards e due Latin Grammy Awards, ha collezionato più di 250 dischi tra oro, platino e multi platino vendendo, tra album e singoli, più di 90 milioni di dischi. Descritta come un'intrattenitrice dalla triplice attitudine, spaziando dal canto, alla recitazione e al ballo, Aguilera è stata inserita al 58º posto nella lista dei 100 migliori cantanti secondo Rolling Stone (la più giovane menzionata in tale lista), è stata considerata da Billboard la 20ª artista migliore del decennio 2000-2010, ed è stata inserita nella lista delle 100 persone più influenti al mondo secondo la rivista Time nel 2013. Aguilera ha inoltre vinto numerosi premi e riconoscimenti, tra cui due Latin Grammy Awards, due Billboard Music Award, tre MTV Video Music Awards e due MTV Europe Music Awards.
Nel corso della carriera ha pubblicato nove album in studio, due dei quali in lingua spagnola, esordendo sei volte nelle prime dieci posizioni della Billboard 200 statunitense, e collaborato con numerosi artisti provenienti da differenti generi musicali, tra cui Maroon 5, Lady Gaga, Blake Shelton, Andrea Bocelli, A Great Big World, Ozuna, Demi Lovato, Nicki Minaj, Pink, Lil' Kim e Missy Elliott.
Il suo album di debutto, Christina Aguilera, pubblicato nel 1999, è l'album di maggior successo della cantante con i singoli nº 1 Genie in a Bottle, What a Girl Wants e Come on Over Baby (All I Want Is You) e 14 milioni di dischi venduti a livello mondiale. Il disco le ha fatto vincere anche un Grammy Award come miglior artista emergente a soli 19 anni. L'anno dopo pubblica un album in spagnolo, Mi reflejo, che le fa vincere un Latin Grammy Award, e uno natalizio, My Kind of Christmas. Nel 2001 consolida la fama a livello mondiale grazie al brano Lady Marmalade, reinterpretato con Mýa, Pink, Lil' Kim e Missy Elliott.
Il suo secondo album di inediti, Stripped, pubblicato nel 2002, presenta un radicale cambio di musiche, testi e di look, per i quali la cantante ha ricevuto svariate critiche. Trainato dal contestato brano Dirrty, l'album è riuscito a rimanere nelle classifiche fino al 2004, grazie anche al successo degli altri singoli da esso estratti tra cui la ballata internazionale Beautiful che le fa vincere il terzo Grammy Award, la sigla della NBA Fighter, l'inno femminista Can't Hold Us Down e The Voice Within.
Christina Aguilera attua un nuovo cambiamento per il suo terzo album di inediti, Back to Basics, il cui tour ha incassato oltre 100 milioni di dollari nel mondo, creando il suo alter ego Baby Jane, ispirato al film Che fine ha fatto Baby Jane?. Dall'album sono stati estratti i singoli: Ain't No Other Man che le fa vincere il suo quarto Grammy nella categoria per la miglior performance vocale femminile, l'intensa ballata Hurt e il tormentone estivo Candyman.
Nel 2008 pubblica la sua prima raccolta di successi, Keeps Gettin' Better - A Decade of Hits. Due anni dopo, nel 2010, esce il suo quarto album in studio composto da brani inediti, Bionic, definito dalla rivista Billboard il miglior album pop mainstream dell'anno. Contemporaneamente avviene il suo debutto cinematografico, con il ruolo di protagonista nella pellicola Burlesque, film che ha incassato circa 90 milioni di dollari in tutto il mondo e nello stesso anno riceve la sua stella sulla Hollywood Walk of Fame.
Nel 2011 collabora con i Maroon 5 nella hit di successo Moves like Jagger, che le fa guadagnare la prima numero uno dopo dieci anni, e nel 2012 pubblica il suo quinto album di inediti dal titolo Lotus, trainato dal singolo Your Body. Nel 2015 vince il suo quinto Grammy Award per il brano Say Something, che aveva registrato di nuovo insieme al duo emergente A Great Big World alla fine del 2013. Nel 2018, dopo sei anni di assenza dalla scena musicale, pubblica i singoli Accelerate e Fall in Line come singoli aprista del suo ottavo album Liberation che le fa ottenere due nomination ai Grammy Awards. Nel 2022 pubblica il secondo album in lingua spagnola Aguilera, vincitore del Latin Grammy Awards al miglior album pop vocale tradizionale.

## Biografia
Christina Aguilera nasce il 18 dicembre 1980 a Staten Island, New York, figlia della pianista e violinista di origine irlandese Shelly Lorraine Fidler e del militare di origine ecuadoriana Fausto Wagner Javier Aguilera; ha una sorella minore di nome Rachel. I primi anni di Christina Aguilera sono caratterizzati da continui spostamenti causati dal lavoro del padre; la famiglia lo segue dapprima in Texas, per poi spostarsi in New Jersey e lasciare per un periodo il suolo americano, trasferendosi in Giappone. Cresce in un clima difficile, segnato da continui abusi fisici e psicologici da parte del padre, che arriva anche a nuocere alle sue stesse figlie, oltre che a maltrattare spesso sua moglie. Nel 1986, dopo l'ennesima violenza, Shelly decide di lasciare suo marito e si trasferisce insieme alle due figlie a Rochester, in Pennsylvania, presso la residenza della madre, Delcie Mabel Dunfee. Nel 1991 si sposa di nuovo con James Kearns. Dal loro matrimonio nasce Michael James Kearns. Fanno parte della famiglia anche Stephanie e Casey Kearns, figli di James avuti dal precedente matrimonio.
Dotata di un naturale talento vocale, Aguilera, già all'età di nove anni partecipa a diversi concorsi locali e persino a vari show, tra cui Star Search nel quale arriva seconda grazie a una reinterpretazione di A Sunday Kind of Love di Etta James. Nel 1993, all'età di dodici anni, partecipa al Mickey Mouse Club, insieme alle future star Britney Spears e Justin Timberlake. Dopo due anni trascorsi nello show Disney vola in Giappone per registrare con il cantante Keizo Nakanishi la canzone All I Wanna Do. Nel 1998, dopo aver partecipato al Golden Stag Festival in Romania al fianco di Sheryl Crow e Diana Ross, prende parte con successo all'audizione per registrare il brano Reflection, colonna sonora del film d'animazione Mulan, per il quale la Disney cercava una cantante con una grande estensione vocale, chiedendo una reinterpretazione di Run to You di Whitney Houston. Il brano viene nominato ai Golden Globe di quell'anno nella categoria "miglior canzone originale". L'anno seguente partecipa al festival con sole artiste donne partecipanti Lilith Fair, e firma un contratto con la RCA Records.

### 1999-2000: Il primo album,Christina Aguilera
Il suo primo album, l'eponimo Christina Aguilera, viene pubblicato il 24 agosto 1999 e risulta immediatamente un grande successo vendendo nella sua prima settimana di pubblicazione 250.000 copie negli Stati Uniti, che le garantiscono il debutto alla prima posizione della Billboard 200; l'album vende in totale 20 milioni di copie nel mondo, 8.207.000 nei soli Stati Uniti. Christina Aguilera, pubblicato nell'era del teen pop, viene ben accolto dalla critica. Secondo il critico di AllMusic Stephen Thomas Erlewine l'album è «superficiale, ma superficiale nel senso migliore possibile, allegro, divertente, coinvolgente e piacevole ad ogni ascolto. Tra i tanti album teen pop del 1999, questo sembra essere il migliore.» Il singolo di debutto, Genie in a Bottle, contribuisce massimamente al successo dell'album, raggiunge, infatti, la prima posizione della classifica statunitense e di numerosi altri paesi in tutto il mondo. Anche i singoli successivi ottengono un buon successo commerciale; What a Girl Wants e Come on Over (All I Want Is You), secondo e quarto singolo, raggiungono la prima posizione della classifica Billboard, mentre I Turn to You raggiunge la terza posizione. Dopo la pubblicazione di quest'ultimo singolo riceve un Grammy Award come miglior artista emergente e una nomination alla miglior interpretazione vocale femminile pop per Genie in a Bottle. Incide inoltre per il film Sai che c'è di nuovo?, interpretato da Madonna e Rupert Everett, la canzone Don't Make Me Love You.

### 2000-2001: L'album spagnolo, il disco natalizio eLady Marmalade
Il 12 settembre 2000 pubblica l'album Mi reflejo, inciso interamente in spagnolo. L'album, che include la versione spagnola di cinque brani tratti dal suo album di debutto Christina Aguilera con l'aggiunta di sei brani inediti, vende 8 milioni copie nel mondo, e viene certificato disco di platino dalla RIAA per sei volte, avendo venduto 600.000 copie. Raggiunge la posizione numero ventisette della Billboard 200 e la vetta della classifica latina statunitense, rimanendovi per settanta settimane. Nel 2001, Mi reflejo, le fa vincere un Latin Grammy Award nella categoria "miglior album vocale pop", un World Music Award come miglior artista latina e due Billboard Music Award nelle categorie miglior album pop femminile e "miglior album pop di un artista emergente". Nel 2000 parte con la sua prima tournée, Christina Aguilera in Concert, che tocca oltre sessanta città statunitensi, per poi terminare nel febbraio del 2001 in Giappone. È stato registrato uno speciale sul tour, della durata di un'ora sulla rete televisiva americana ABC; lo speciale è stato successivamente pubblicato in DVD. La diretta ha registrato oltre dieci milioni di spettatori e il DVD, intitolato My Reflection, certificato oro negli Stati Uniti.
Sempre nello stesso anno incide e pubblica, il 24 ottobre, una raccolta di brani natalizi tradizionali intitolata My Kind of Christmas, che riesce a vendere circa 8 milioni di copie e riceve il disco di platino dalla RIAA. Dall'album era stato estratto già un singolo nel 1999, The Christmas Song, e ne viene estratto un ulteriore promozionale Christmas Time, che non riesce a entrare in classifica, a differenza dell'album che raggiunge la posizione numero ventotto della Billboard 200 e la prima posizione della classifica degli album natalizi.
Successivamente duetta con Ricky Martin in Nobody Wants to Be Lonely, brano registrato da solista da Martin e inserito nell'album Sound Loaded. Dopo la collaborazione con Aguilera la nuova versione è andata a sostituire quella inserita precedentemente. Il singolo, pubblicato il 9 gennaio 2001, è stato poi inserito anche nella raccolta di Aguilera del 2008. Nobody Wants to Be Lonely ottiene buoni riscontri sia a livello nazionale che internazionale, raggiungendo la tredicesima posizione della Billboard Hot 100; viene certificato oro in Australia, Paesi Bassi, Svezia e Svizzera. Il singolo viene nominato ai Grammy Award del 2002 nella categoria miglior collaborazione pop vocale, ma non riesce a vincere il premio, che viene consegnato alla colonna sonora del film Moulin Rouge!, Lady Marmalade, cover della canzone del 1975 di Patti LaBelle, reinterpretata dalla stessa Aguilera con Mýa, Pink, Lil' Kim e Missy Elliott. Lady Marmalade, pubblicata il 21 marzo 2001, è stata una delle canzoni di maggior successo dell'anno, arrivando alla vetta delle classifiche in undici paesi e venendo certificata disco di platino in cinque. Oltre a vincere il Grammy, il singolo riceve sei nomination agli MTV Video Music Awards nelle categorie: "video dell'anno", "miglior video pop", "miglior video dance", "miglior video tratto da un film", "miglior coreografia" e "miglior direzione artistica". Vince in sole due categorie: "video dell'anno" e "miglior video tratto da un film".
Nel maggio 2001 la Warlock Records annuncia di voler pubblicare l'album inedito Just Be Free nel successivo mese di giugno, senza il consenso della cantante. Aguilera ha spiegato che l'album conteneva diversi demo registrati all'età di 14 e 15 anni e che la versione dell'album posseduta dalla Warlock non la rispecchiava più come artista: «Sono maturata sia come persona che come artista e ciò non si riflette nelle registrazioni. L'album di nuove registrazioni che ho intenzione di pubblicare questo autunno sarà l'album che rispecchia in pieno la mia arte, la mia visione e la mia passione. Le nuove registrazioni per Just Be Free saranno una nota di una carriera musicale che spero durerà per molti anni.» La cantante ha poi citato in tribunale l'etichetta discografica e le sue affiliate, la Platinum Recordings e la JFB Music per l'uso improprio del suo nome e la licenza sul nuovo album Just Be Free.

### 2002-2004: La crescita personale e musicale nell'albumStripped

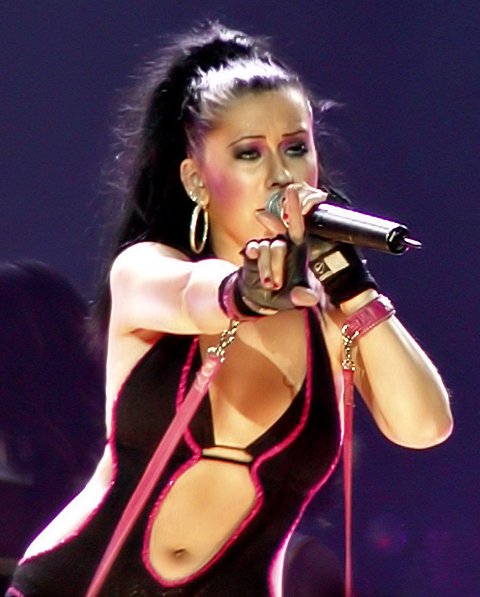
Christina Aguilera si esibisce in Make Over durante lo Stripped World Tour (2003)

Il secondo album di inediti in lingua inglese è Stripped, pubblicato il 13 ottobre 2002. La maggior parte dell'album, co-scritto da lei, è stato influenzato da diversi generi come l'R&B, il soul, il rock, il gospel e l'hip hop. La produzione è stata affidata a Scott Storch e Linda Perry, che hanno contribuito anche alla composizione di diverse tracce. Nell'album è presente anche una collaborazione con la cantante Alicia Keys nel brano Impossible. Con questo album la cantante "si è spogliata" (stripped in inglese significa infatti "nuda", "spogliata") dai panni della teenager ingenua, dolce ma con poco spessore, presentando una nuova versione di sé stessa più matura e sexy. Durante la promozione dell'album ha posato per diverse riviste, come Rolling Stone Magazine e Maxim, mettendo in mostra le sue forme, nuda o seminuda. L'artista, inoltre, si è ripresentata con ben undici piercing e il nuovo soprannome "Xtina" tatuato sul collo. Il cambiamento d'immagine della cantante è stato criticato, così come la famosa cover della rivista Rolling Stone che la vede completamente nuda, coperta solo in parte da una chitarra.
Il cambiamento dell'artista è stato perfettamente evidenziato nel primo singolo estratto dall'album: Dirrty. Il brano ha ricevuto pesanti critiche negli Stati Uniti per il testo e per il video, considerati troppo provocanti. Il video è stato criticato per l'abbigliamento di Aguilera, ritenuto un richiamo al sadomasochismo; in Thailandia è stata vietata la riproduzione del video ed è stata fatta propaganda anti-Stripped per convincere le persone a non comprare l'album, il motivo principale è stata una "protesta" contro una scritta che appare nel video che recita "Sex Tour in Thailand"; successivamente è stata vietata la riproduzione del video nel paese asiatico.
Anche negli Stati Uniti e in Germania sono nati dei problemi dopo l'uscita del video: alcune parti del video sono state censurate e altre tagliate; dopo questo fatto alcuni spettatori conservatori di MTV, non soddisfatti delle censure, hanno avviato una petizione per impedire la riproduzione del video sul canale, criticando sia il testo sessualmente esplicito che il video contenente scene troppo spinte. Aguilera ha risposto alle critiche invitando le persone a cui non piace il suo look, a non guardare semplicemente il video. Nonostante ciò, Stripped ha venduto, nel solo mercato statunitense, più di 330.000 copie nella prima settimana, debuttando alla seconda posizione della Billboard 200; e ha venduto nel mondo 14.000.000 di copie. Aguilera ha spiegato più volte che il cambio d'immagine in Stripped non era finalizzato alla semplice promozione, ma che la nuova immagine rispecchiava maggiormente la sua vera personalità: «Voglio sperimentare il più possibile. Sarebbe sbagliato nascondere questo lato della mia personalità. Mi diverte essere sexy e forte allo stesso tempo.»

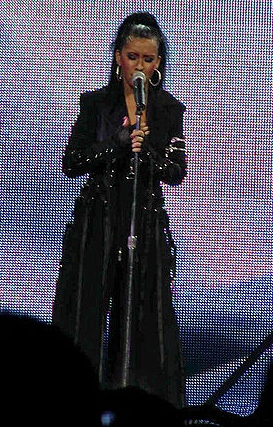
Aguilera si esibisce in The Voice Within durante lo Stripped World Tour

Il singolo Dirrty è stato un successo nell'Europa settentrionale, riuscendo ad arrivare alla prima posizione in Regno Unito e nella top ten di numerosi paesi. Negli Stati Uniti il secondo singolo, Beautiful, è stato pubblicato dopo poco, per via del poco successo del precedente nel Paese. Si tratta di una ballad contro le discriminazioni rimasta per molto tempo in classifica, che ha restituito popolarità alla cantante. Il singolo è arrivato alla seconda posizione della Billboard Hot 100. Ha ricevuto apprezzamenti dalla critica, ed è stato probabilmente il suo più grande successo. La traccia ha avuto molto più successo in Europa che in America, infatti per il 2002 e il 2003 ha riscosso notevole successo in Italia, Austria, Francia, Belgio e Svizzera. Negli Stati Uniti il singolo comunque è stato certificato disco d'oro e le ha fatto vincere il suo terzo Grammy, stavolta nella categoria "miglior interpretazione vocale femminile". Grandi successi si sono rivelati anche i seguenti singoli: Can't Hold Us Down, contro le discriminazioni sessuali, interpretato in duetto con Lil' Kim; Fighter, con la collaborazione del chitarrista Dave Navarro; e la ballad The Voice Within. Questi singoli hanno tenuto bene la permanenza dell'album in classifica fino al 2004.
Dopo la pubblicazione dell'album, la Aguilera ha iniziato un tour assieme al collega e amico Justin Timberlake denominato Justified & Stripped Tour. Il tour in ottantasei date tutte esaurite ha guadagnato settantacinque milioni di dollari. La rivista Rolling Stone lo ha definito il migliore tour dell'anno. Nell'agosto del 2003 si è esibita come artista d'apertura degli MTV Video Music Awards con Britney Spears e Madonna: la performance destò molto scalpore per il bacio sulle labbra che si scambiarono le cantanti, ed è stata definita come uno dei momenti più iconici della storia della manifestazione. Nel novembre dello stesso anno ha presentato gli MTV Europe Music Award di Edimburgo, vincendo nella stessa serata il premio per "miglior artista femminile".
Nel 2004 ha inciso anche la canzone Hello (Follow Your Own Star), scritta da lei insieme a Robert Hoffman e Heather Holley esclusivamente per il lancio commerciale dell'automobile Mercedes-Benz Classe A; la canzone infatti è stata utilizzata come colonna sonora dello spot del prodotto. Nello stesso periodo avrebbe dovuto iniziare un tour negli Stati Uniti, che non ha mai visto luce poiché subì delle lesioni alle corde vocali. La cantante ha comunque pubblicato altri due singoli, non contenuti in Stripped. Il primo, Car Wash, è un remix di Rose Royce, canzone registrata con la rapper Missy Elliott per il film Shark Tale e Tilt Ya Head Back, in collaborazione con Nelly. Entrambi i singoli hanno ottenuto poco riscontro negli Stati Uniti, arrivando rispettivamente alle posizioni sessantatré e cinquantotto della Billboard Hot 100.

### 2006-2008: Il ritorno con il nuovo sound diBack to Basicse la prima raccolta

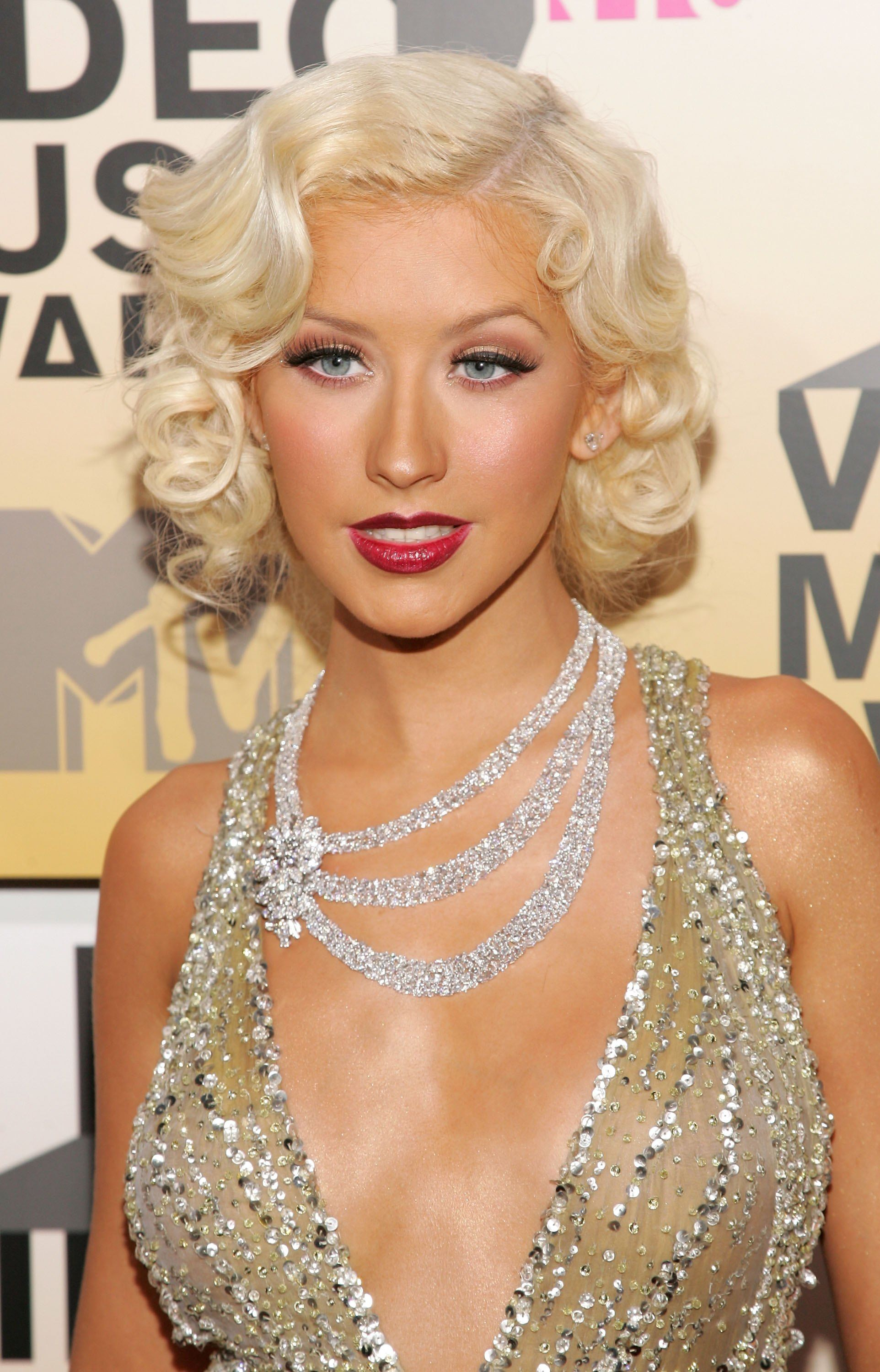
Christina Aguilera agli MTV Video Music Awards 2006

Nel marzo del 2006, Christina Aguilera è ospite del Festival di Sanremo, in Italia, dove duetta con Andrea Bocelli in Somos novios (It's Impossible), contenuto nell'album Amore del cantante lirico. Il 10 agosto dello stesso anno pubblica, dopo alcuni anni di assenza dalle scene, l'album doppio Back to Basics, ispirato allo stile musicale degli anni venti, trenta e quaranta, caratterizzato da sonorità jazz, blues e soul. L'album, viene eletto da iTunes miglior album pop dell'anno. Risulta subito un grande successo e debutta alla prima posizione in tredici paesi diversi, dove riesce a vendere nella sua prima settimana 342.000 copie. L'album viene ben accolto dalla critica, e molti critici e riviste lo definiscono un ottimo proseguimento del precedente album, Stripped. Negli Stati Uniti l'album vende quasi due milioni di copie, 10 milioni nel mondo. Il 17 novembre 2006, poco dopo il lancio dell'album, la cantante parte con un lungo tour, il Back to Basics Tour, partito dall'Europa ha toccato numerosi palchi negli Stati Uniti, Canada, Asia e Oceania, per la durata di due anni. Lo stesso mese duetta con Diddy nella hit Tell Me, contenuta nell'album Press Play del rapper newyorkese.
Parte del successo dell'album è da attribuirsi al primo singolo Ain't No Other Man, certificato disco di platino negli Stati Uniti per aver venduto oltre un milione di copie, e arrivato nella top ten di numerosi paesi tra cui Stati Uniti, Italia, Australia, Nuova Zelanda, Canada e Regno Unito. Il secondo singolo estratto è la ballata Hurt, accompagnata da un videoclip diretto da Floria Sigismondi, regista che aveva già collaborato con Aguilera per il video di Fighter. Il singolo non eguaglia il successo della precedente ballata di Aguilera di Stripped, ovvero Beautiful. Hurt debutta alla centesima posizione della Billboard Hot 100, e riesce a raggiungere nelle settimane successive la numero diciannove. Dall'altra parte del mondo, invece, il singolo è diventato una hit, e ha avuto successo in particolar modo in Svizzera (dove è rientrato in classifica nel 2008), Austria, Germania e Paesi Bassi. Spagna e Italia non accolgono molto bene il singolo, che infatti non entra in classifica nel primo paese e raggiunge solo la posizione numero dodici nel secondo, rimanendo in classifica per sole quattro settimane. La traccia viene apprezzata anche in Regno Unito, Australia e Canada, dove raggiunge rispettivamente le posizioni undici, nove e trentotto. Il singolo viene inoltre certificato disco d'argento in Francia, oro in Germania e platino in altri paesi. La scelta per il terzo singolo ricade sulla più movimentata Candyman. Il singolo supera sia in vendite che in classifiche il suo predecessore, vendendo oltre 500.000 copie negli USA, che gli permettono di aggiudicarsi il disco d'oro. Riesce a riconquistare il mercato italiano che non aveva ben accolto Hurt, dove diviene un tormentone estivo nel 2007 e viene scelto come brano ufficiale del campionato di calcio di Serie A 2007-2008. Nel novembre 2007 viene pubblicato in Australia il quarto singolo, Slow Down Baby, mentre in Europa viene diffuso Oh Mother.

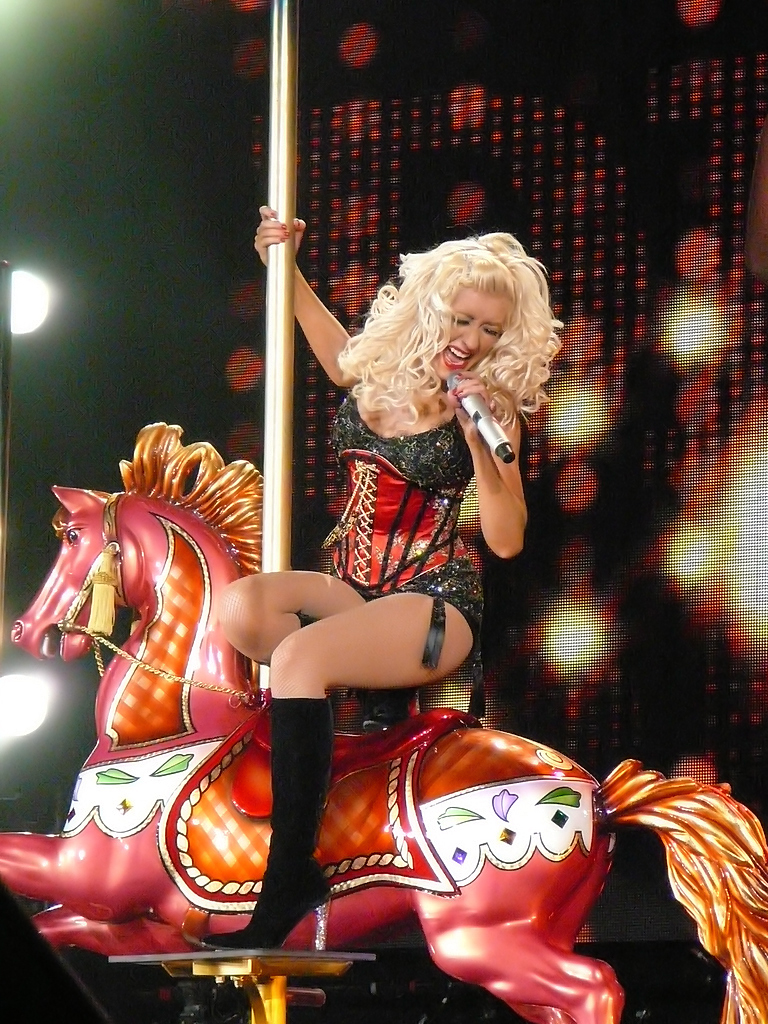
Christina Aguilera si esibisce con Candyman durante il Back to Basics Tour (2007)

Nello stesso periodo, una statua di cera raffigurante la cantante viene inserita nel famoso Madame Tussauds di Londra, con una scenografia che riprende il video di Ain't No Other Man.
Alla 49ª edizione dei Grammy Awards vince nella categoria "miglior performance vocale pop femminile" con Ain't No Other Man e tributa James Brown cantando il brano It's a Man's Man's Man's World, ricevendo una standing ovation da parte del pubblico in sala. Inoltre, in quell'occasione dimostra di poter arrivare a un Sol5 in piena voce superando il limite del Fa che le era stato attribuito. L'esecuzione si è piazzata al terzo posto delle migliori esibizioni della storia dei Grammy.
Lo stesso anno registra inoltre una cover, insieme a Bigelf del brano di John Lennon, Mother che viene incluso nella compilation i cui ricavati sono stati spesi a scopi benefici promossa dalla Amnesty International, intitolata Instant Karma: The Amnesty International Campaign to Save Darfur, in cui vari artisti hanno registrato cover di successi di John Lennon per sensibilizzare l'opinione pubblica nei confronti della crisi nel Darfur
Nel 2008 appare come guest star nel film documentario Shine a Light di Martin Scorsese, duettando con i Rolling Stones in Live with Me. Sempre nel 2008 nasce il suo primo figlio, Max Liron Bratman, a Los Angeles. La gravidanza della cantante era però già stata accidentalmente rivelata alcune settimane prima dalla ricca ereditiera americana Paris Hilton. Dopo il parto l'artista è stata pagata un milione di dollari per un servizio fotografico per la rivista People insieme al figlio neonato.
Il 7 novembre del 2008 pubblica il suo primo greatest hits, Keeps Gettin' Better - A Decade of Hits, anticipato dal singolo Keeps Gettin' Better che debutta alla posizione numero 7 della Hot100 americana. La raccolta raggruppa tutti i successi dei precedenti album e comprende anche l'inedito Dynamite, le nuove versioni dei brani Beautiful e Genie in a Bottle, intitolate rispettivamente You Are What You Are (Beautiful) e Genie 2.0., e il duetto con Ricky Martin, Nobody Wants to Be Lonely, non contenuto fino ad allora in nessun album di Aguilera. È stato pubblicato anche in edizione deluxe, con l'aggiunta di un DVD contenente i video dei maggiori successi della cantante, fatta eccezione per Can't Hold Us Down e The Voice Within. La raccolta vanta oltre 5 milioni di copie vendute a livello mondiale, diventando uno dei 20 greathest hits femminili di maggior successo di sempre.

### 2009-2010:Bionice il debutto al cinema conBurlesque

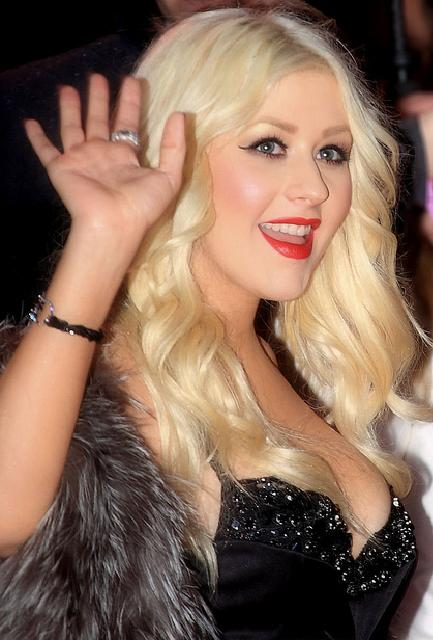
Christina Aguilera durante la première del film Burlesque a Londra

Nel giugno del 2009 Aguilera annuncia un nuovo album di inediti, pubblicato l'anno seguente, con il titolo di Bionic. L'album ha debuttato alla terza posizione della Billboard 200 con 111.000 copie vendute in una settimana, ottenendo risultati più scarsi non solo negli Stati Uniti, ma anche in tutto nel resto del mondo rispetto a quelli dei dischi precedenti. L'uscita dell'album viene anticipata dal singolo Not Myself Tonight, pubblicato il 13 aprile 2010, che riesce a raggiungere come massima posizione della Billboard Hot 100 solo la numero ventitré, vendendo 77.000 copie nella sua prima settimana.
L'album esce nei negozi l'8 giugno 2010, non riscuotendo un particolare successo di vendite, anticipato solo in Nord America dal singolo promozionale Woohoo, in duetto con la rapper Nicki Minaj. La promozione del disco prosegue, come annunciato, con un secondo singolo, la ballata You Lost Me che riesce ad arrivare in vetta alla classifica dance statunitense, ma non a entrare nella Hot 100. Il 22 luglio 2010 viene pubblicato su YouTube il video del singolo, diretto da Anthony Mandler, così commentato da Bill Lamb di about.com: «Il sound del brano e il look nel video sembrano voler segnare il ritorno della vera Christina Aguilera. Ammirate ancora una volta una delle voci più potenti della musica.» Il 3 settembre 2010 esce solo per il mercato australiano il singolo I Hate Boys. Nonostante le scarse vendite, la rivista Billboard definisce Bionic il miglior album pop mainstream dell'anno, affermando che «possiamo avere amori differenti per ogni tipo di diva, ma c'è voluta Christina Aguilera per ricordarci che saper cantare importa ancora.»
Contemporaneamente all'uscita del disco, la cantante è impegnata nelle riprese del film Burlesque, del quale è protagonista insieme a Cher, di cui cura anche la colonna sonora, pubblicata a metà novembre 2010 dall'etichetta discografica RCA, poco prima dell'uscita del film nelle sale cinematografiche. La canzone Bound to You, composta dall'artista, riceve una nomination ai Golden Globe come "Best Original Song", premio andato poi alla canzone You Haven't Seen the Last of Me di Cher, anch'essa contenuta nell'album. Il 15 novembre 2010 Christina Aguilera ottiene una stella sulla prestigiosa Hollywood Walk of Fame.
Dopo l'uscita di Burlesque collabora con T.I. nella canzone Castle Walls, inclusa nel settimo album del rapper, No Mercy. Il brano doveva essere pubblicato come singolo e venne girato anche un video, mai pubblicato per via dell'arresto del rapper. È però andato in rotazione radiofonica come singolo promozionale ed è stata messa in commercio una versione fisica del brano in Finlandia. L'Aguilera si esibisce in seguito nell'inno nazionale degli Stati Uniti, The Star-Spangled Banner, durante il Super Bowl XLV, svoltosi il 6 febbraio 2011, suscitando polemiche per aver ripetuto due volte la stessa strofa e averne saltata una. Si è poi scusata con i cittadini statunitensi attraverso una dichiarazione alla CNN.

### 2011:The Voiceed altri progetti

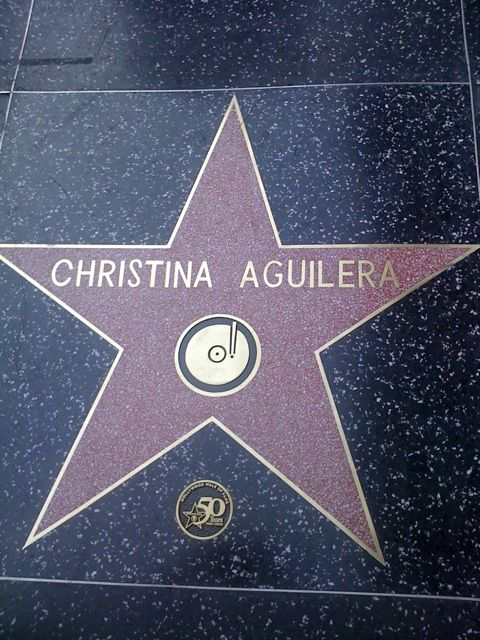
La stella sulla Walk of Fame

Il 13 febbraio 2011 la cantante si esibisce nell'esibizione di apertura dei Grammy Award insieme a Jennifer Hudson, Martina McBride, Yolanda Adams e Florence Welch, nei più grandi successi di Aretha Franklin, da poco guarita da un tumore. Le cinque cantanti si sono esibite in: (You Make Me Feel Like) A Natural Woman (tutte), Ain't No Way (Aguilera), Until You Come Back to Me (McBride), Think (Welch), Respect (Hudson), Spirit in the Dark (Adams) e Sisters Are Doing It for Themselves (tutte).
Dal 26 aprile 2011 fa parte del cast dei giudici del talent show The Voice, al fianco di Adam Levine, Blake Shelton e Cee Lo Green.
A giugno 2011 conferma alla rivista Us Weekly una collaborazione con i Maroon 5. Il 22 giugno viene pubblicato il duetto, intitolato Moves like Jagger, su iTunes; il brano raggiunge la vetta della classifica iTunes riscuotendo un grande successo. Successivamente debutta nelle classifiche imponendosi al primo posto in quattordici paesi, tra cui anche gli Stati Uniti, e rimane al primo posto nella classifica europea per cinque settimane consecutive. Il 24 giugno viene resa pubblica la versione integrale della canzone La casa, un brano che era stato registrato per Mi reflejo, e integrato nella colonna sonora del film La casa de mi padre, diretto da Matt Piedmont con Will Ferrell.
Nel mese di ottobre dello stesso anno partecipa all'evento Michael Forever, un concerto organizzato in memoria di Michael Jackson, svoltosi al Millennium Stadium di Cardiff. Aguilera si esibisce nei brani Smile e Dirty Diana. Nel 2012 riceve due nomination ai Grammy Award, una nella categoria "miglior collaborazione" per Moves like Jagger e una per Burlesque nella categoria "miglior colonna sonora", ma non è riuscita a vincere in nessuna delle due categorie. Il 28 gennaio 2012 si esibisce nel brano At Last, durante i funerali di Etta James, una delle sue più grandi influenze. In seguito realizza un duetto live con Chris Mann, un concorrente di The Voice, riproponendo il brano The Prayer di Céline Dion e Andrea Bocelli. La cover debutta alla posizione numero ottantacinque della Billboard Hot 100 e alla trentaquattro della Digital Song, registrando 54.000 download.

### 2012-2017: Il ritorno musicale conLotuse le collaborazioni

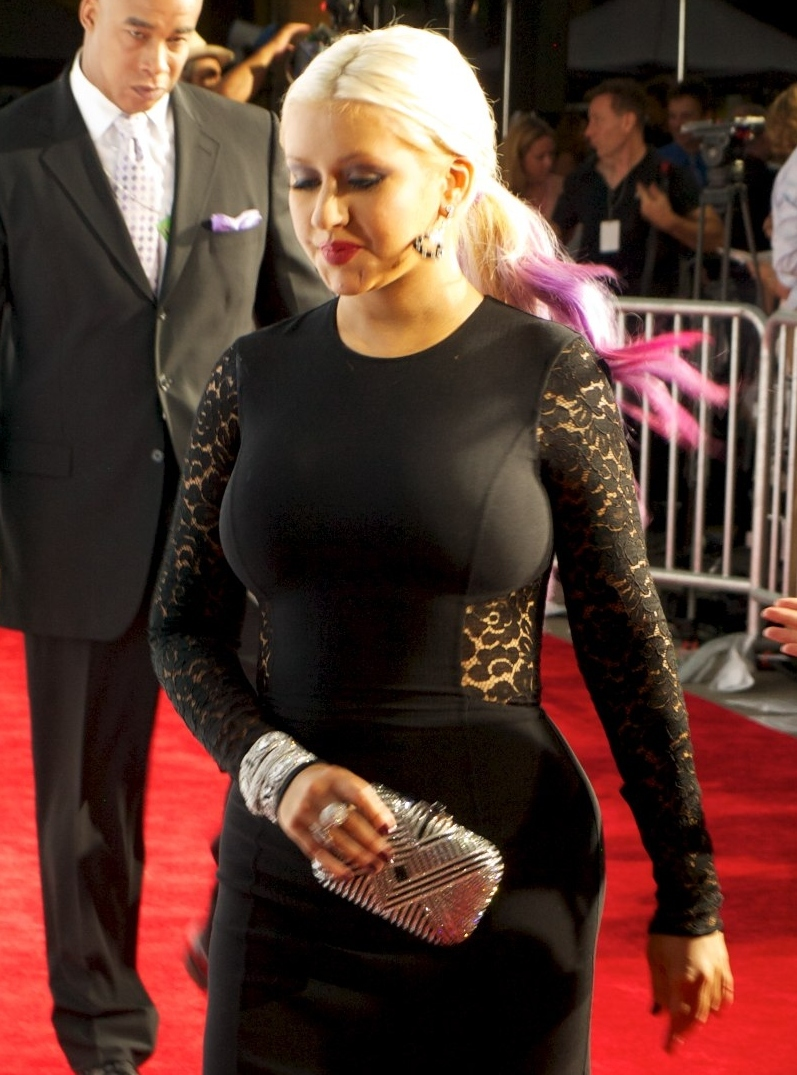
Christina Aguilera agli ALMA Awards 2012

Durante la prima puntata della terza edizione di The Voice, Aguilera annuncia di voler lasciare il talent show per dedicarsi alla promozione del suo nuovo album. Il 17 settembre 2012 pubblica il primo singolo del settimo album in studio: Your Body. Le riprese del video del brano, diretto da Melina Matsoukas, si sono svolte nel mese di agosto. Il nuovo album, Lotus, pubblicato il 13 novembre, ha ricevuto recensioni miste dalla critica. L'album non riscuote grande successo commerciale, vendendo solo 73.408 copie durante la prima settimana, ancora meno di Bionic. Il 4 dicembre 2012 la cantante conferma che il secondo singolo dal suo nuovo album sarà Just a Fool, una collaborazione con il cantante country e collega Blake Shelton; per questa canzone non è stato girato nessun video. Il brano ha avuto critiche positive, e pur senza nessuna promozione è riuscito a entrare in classifica. Inoltre, malgrado lo scarso successo mondiale di Lotus, anche altre sue canzoni sono entrate nelle classifiche di alcuni paesi: Red Hot Kinda Love, per esempio, ha raggiunto la quarta posizione in Corea del Sud, mentre Let There Be Love ha raggiunto la prima posizione nella classifica statunitense di Billboard Dance/Club Play Songs.
A metà marzo 2013, in seguito alla pubblicazione di Feel This Moment, duetto della cantante con il rapper Pitbull, Lotus rientra nella Billboard 200 alla posizione sessantacinque, ma non riesce a rimanere in classifica nella settimana successiva. A maggio dello stesso anno incide Hoy tengo ganas de ti con Alejandro Fernández per la telenovela La tempestad. Lo stesso mese viene annunciato il ritorno della cantante alla quinta edizione di The Voice.
Il 26 settembre la cantante annuncia di aver inciso una canzone intitolata We Remain per la colonna sonora del film Hunger Games - La ragazza di fuoco.
Durante i primi due live show della quinta stagione di The Voice, Christina si è esibita insieme a Flo Rida per presentare How I Feel, primo singolo dell'ultimo album del rapper, durante il primo live show; durante il secondo live, invece, si è esibita insieme agli emergenti A Great Big World nella canzone Say Something che li vede collaborare.
Il 20 novembre il video musicale di Say Something è stato presentato sul canale Vevo del duo. Pochi giorni dopo, Aguilera ha eseguito la canzone sul palco degli American Music Award insieme ad A Great Big World. Il 18 dicembre 2013, durante la finale di The Voice, si è esibita insieme a Lady Gaga in Do What U Want, singolo di quest'ultima.

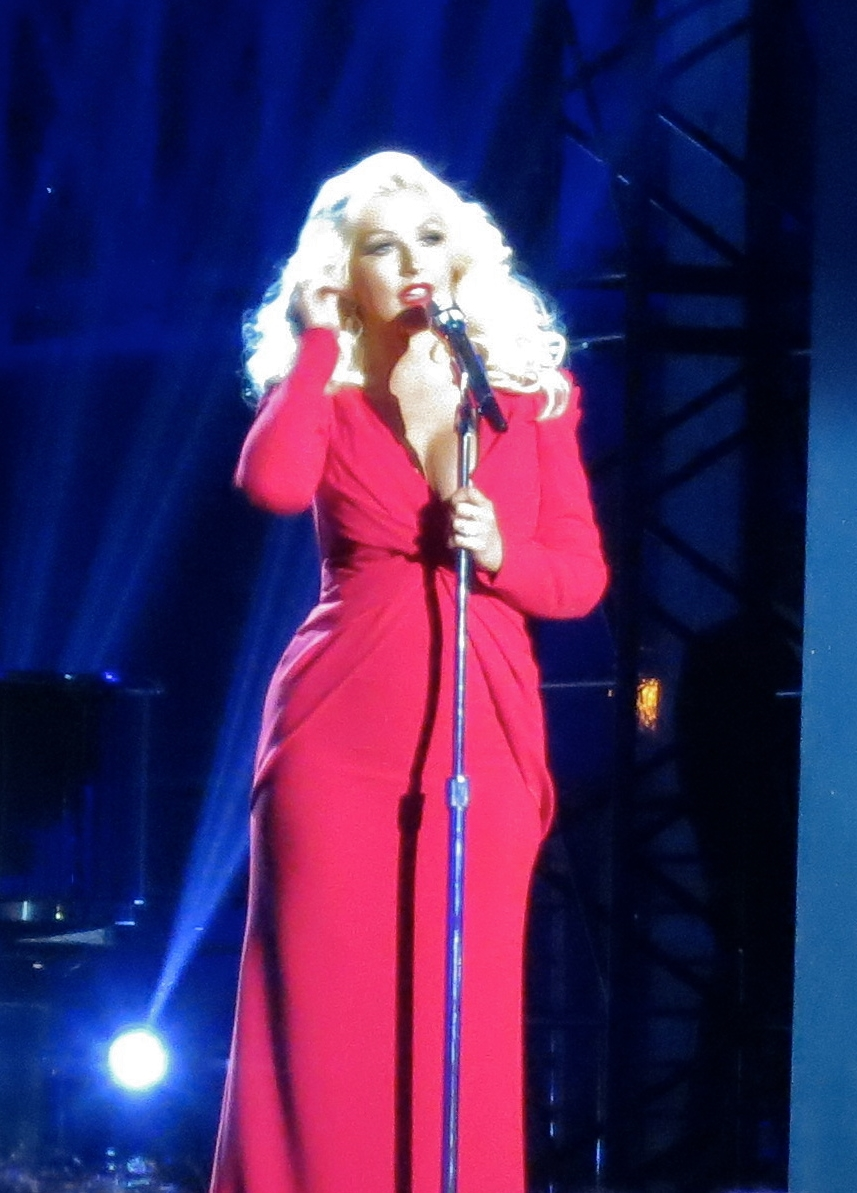
Christina Aguilera si esibisce con Beautiful, ai Breakthrough Prize Scientists nel 2014

Il 28 marzo 2014 avrebbe dovuto esibirsi al Twin Towers Alive, un concerto-evento gratuito, in Malaysia. L'evento è stato però cancellato in seguito alla scomparsa del Boeing 777 della Malaysia Airlines, ma la Aguilera ha deciso di tenere lo stesso un concerto privato per i fan che erano accorsi per vederla. Il mese seguente viene confermata la sua partecipazione al progetto Broaway 4D, un musical in 4D comprendente molte canzoni che hanno fatto la storia dei musical di Broadway interpretate da artisti d'eccezione. Aguilera avrebbe dovuto reinterpretare la celebre Don't Cry for Me Argentina dal musical Evita. A causa di problemi finanziari il progetto è stato però cancellato. Lo stesso mese la cantante in persona annuncia che sta lavorando a un nuovo album di inediti e viene annunciato che, insieme a Cee Lo Green, non vestirà più i panni di giudice a The Voice. I due sono stati sostituiti da Gwen Stefani e Pharrell Williams.
Il 2 maggio 2014 ha ripreso i panni di Baby Jane, suo alter ego, per il New Orleans Jazz Festival & Heritage, evento che si ripete dal 1970.
Nel mese di ottobre 2014 viene annunciato il suo ritorno all'ottava edizione di The Voice al fianco dei due giudici storici, Adam Levine e Blake Shelton, e a Pharrell Williams. A novembre 2014 partecipa ai Breakthrough Prize esibendosi con Beautiful.
Nel 2015, durante la 57ª cerimonia di consegna dei Grammy Awards, vince nella categoria Best Pop Duo/Group Performance per il brano Say Something. Nel gennaio del 2016 viene confermata la sua collaborazione alla colonna sonora del musical Finding Neverland, che debutterà a Broadway nella primavera dello stesso anno. Nel mese di febbraio viene confermata la sua presenza come guest star in alcuni episodi della serie televisiva Nashville; per l'occasione incide due brani: The Real Thing e Shotgun, disponibili a partire dal mese di aprile. A giugno pubblica il singolo Change, il cui ricavato è destinato alle vittime della strage di Orlando.
In agosto 2015 pubblica, assieme a Nile Rodgers, il brano Telepathy per la colonna sonora di The Get Down, serie televisiva originale di Netflix.
Nel novembre 2017 si esibisce agli American Music Award cantando un medley di brani in tributo a Whitney Houston, per il quale riceve critiche miste.

### 2018-2020:Liberation, tour e residency show
Nell'aprile 2018 Aguilera è ospite del celebre segmento Carpool Karaoke di James Corden, dove i due cantano alcune delle più famose canzoni dell'artista. Sempre nello stesso mese, durante un concerto a Baku, la cantante, attraverso un video-interlude, ha fatto intendere che il suo prossimo album in studio si intitola Liberation. Il 3 maggio 2018 Christina Aguilera pubblica il primo singolo dal nuovo album, intitolato Accelerate, in collaborazione con Ty Dolla Sign e 2 Chainz. Il 9 maggio 2018 Aguilera annuncia il nuovo tour per promuovere l'album, il Liberation Tour, in partenza a settembre.
Il 16 maggio 2018 pubblica il singolo Fall in Line, secondo estratto dall'album, in collaborazione con Demi Lovato, esibendosi inoltre quattro giorni dopo ai Billboard Music Awards del 2018. La collaborazione riceve una nomination nella categoria "Best Pop Duo/Group Performance" mentre il brano Like I Do, con il rapper Goldlink, nella categoria "Best Rap/Sung Performance" ai Grammy Award del 2019.
Nel gennaio 2019 annuncia il suo primo residency show al Zappos Theater di Las Vegas, dal titolo The Xperience, ed in partenza il 31 maggio 2019. Parallelamente al residency, la Aguilera intraprende anche un mini tour, chiamato The X Tour.
Nel mese di ottobre 2019 viene pubblicata Haunted Heart, canzone interpretata dall'artista e facente parte della colonna sonora del film d'animazione La Famiglia Addams. Il mese seguente viene pubblicata la nuova e seconda collaborazione della Aguilera con gli A Great Big World, Fall On Me, canzone con cui si esibisce agli American Music Awards 2019.
In occasione del D23 Expo 2019, riceve il premio Disney Legends Award e regala una performance di Reflection, brano da lei cantato per il classico disneyano Mulan del 1998. Questo segna l'inizio di un ritorno in casa Disney, poiché successivamente prende parte alla realizzazione della colonna sonora proprio della versione live action di Mulan: Christina canta Loyal Brave True, interpretando anche la versione spagnola El Mejor Guerrero, e una rivisitazione del brano Reflection, pubblicata nelle settimane precedenti all'uscita del film.
Nel dicembre 2020 Aguilera riprende dopo anni la promozione del suo album natalizio My Kind of Christmas e prende parte al film di Prime Video Yearly Departed in qualità di ospite musicale, cantando il brano I Will Remember You.

### 2021-in corso:Aguilera, il secondo progetto in spagnolo
Nel settembre 2021 pubblica una cover della storica sigla de La Famiglia Addams per la colonna sonora de La Famiglia Addams 2. Nell'ottobre successivo collabora con Becky G, Nathy Peluso e Nicki Nicole nel singolo Pa' mis muchachas, primo estratto dal suo secondo progetto in spagnolo la cui pubblicazione è prevista sotto forma di più EP. Il primo EP pubblicato s'intitola La fuerza, preceduto da altri due singoli, Somos Nada e Santo, quest'ultimo in collaborazione con Ozuna, e viene pubblicato nel gennaio 2022.
Il secondo EP della trilogia, La tormenta, viene pubblicato nel maggio successivo, insieme al lead single Suéltame, in collaborazione con Tini. Il giorno dopo la pubblicazione del secondo EP, annuncia che il suo secondo progetto in lingua spagnola s'intitola Aguilera e conterrà i tre EP. Il progetto, la cui pubblicazione viene ultimata il 30 settembre 2022, trionfa nella categoria "miglior album pop tradizionale" ai Latin Grammy 2022, manifestazione in cui l'artista ottiene un totale di sette nomine. L'album ottiene inoltre due nomine ai Grammy 2023.
Nel 2023 viene confermata come produttrice esecutiva del musical teatrale tratto dal film Burlesque, per il quale produce anche musica inedita.

## Stile e influenze

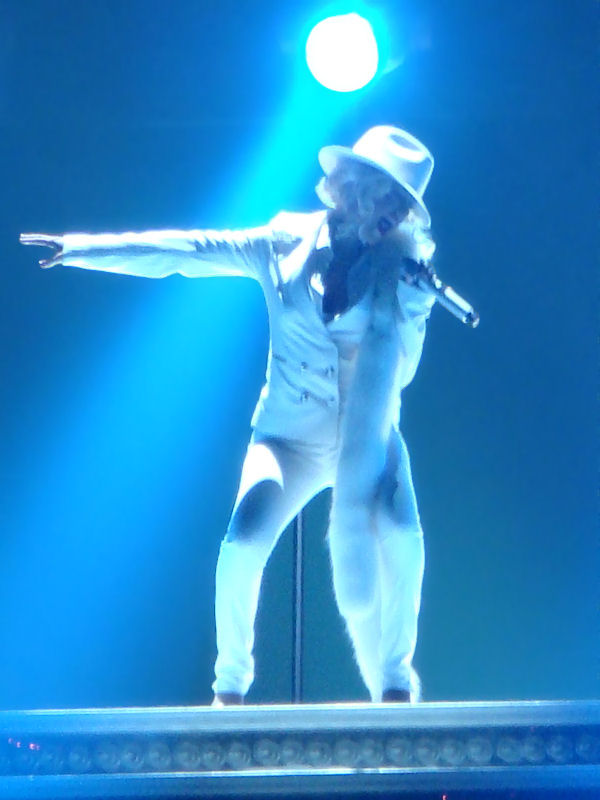
Christina Aguilera si esibisce in Ain't No Other Man durante il Back to Basics Tour (2007)

Aguilera è nota per il suo sound in continua evoluzione sia per quanto riguarda la musica, sia per i testi. Il sound, di genere bubblegum pop nel suo primo album, ha subito una trasformazione in quello successivo, Stripped. In una recensione dell'album, nel 2002, Entertainment Weekly la definisce «chiaramente afflitta da prematura sindrome dell'artista serio», sottolineando l'enorme cambiamento che si può riscontrare tra il primo e il secondo album: «Aguilera vuole far vedere il vario assortimento dei suoi interessi - soul vamp, semi-metal, piano-bar, R&B calmo o tempestoso, ritmi hip hop e rock esotico, il tutto doverosamente eseguito bene.» Anche i testi subiscono evidenti cambiamenti: si possono riscontrare più testi riguardanti l'amore nell'album omonimo Christina Aguilera, per passare a un album più adulto, che affronta temi come il sesso, l'empowerment femminile e l'indipendenza in Stripped.
L'artista subisce un'altra evoluzione nel terzo album in studio Back to Basics, a cominciare dalla scelta del produttore: viene infatti scelto da Aguilera DJ Premier, a discapito di altri più quotati. Al riguardo, il New York Times si è così espresso: «La sua decisione di collaborare con il poco quotato DJ Premier è stata anche una decisione di snobbare alcuni dei grandi nomi tra i produttori sui quali confidano spesso le pop star. In una canzone, infatti, inveisce contro un grande produttore, suo ex collaboratore, Scott Storch, schernendolo, "sembra che io non abbia bisogno di te".» Altra scelta inconsueta per un album di una pop star è lo stile: strumentazione dal vivo, campioni di vecchio jazz, registrazioni soul e blues; alcune tracce sono completamente swing jazz e vedono la partecipazione di un'orchestra per le basi.

### Voce

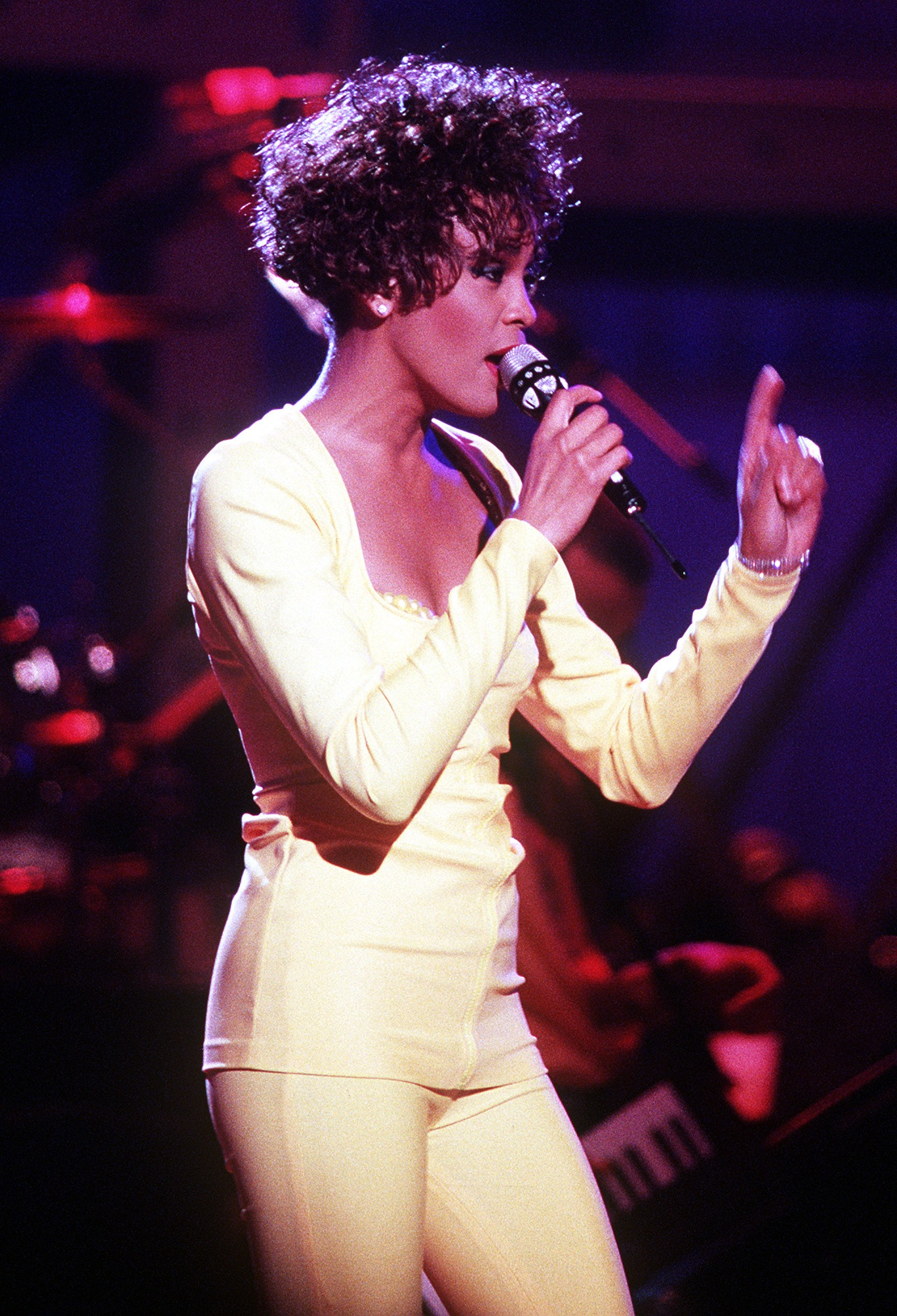
Whitney Houston è una delle artiste a cui viene paragonata vocalmente Christina Aguilera

Aguilera è soprannominata "la voce della sua generazione" ed è conosciuta come una cantante di soul bianco. La rivista Cove l'ha posizionata alla vetta della lista dei cento migliori cantanti pop, con un punteggio di 50 su 50; MTV l'ha inserita alla quinta posizione della lista delle 22 migliori voci della musica. La sua interpretazione di It's a Man's Man's Man's World di James Brown alla 49ª cerimonia dei Grammy le ha garantito l'inserimento alla terza posizione nella lista dei momenti più memorabili dei Grammy, subito dopo l'esibizione di Céline Dion in My Heart Will Go On e l'esecuzione di American Idiot dei Green Day. In un'intervista la Dion ha descritto Aguilera come una delle miglior cantanti del mondo. Infine, la rivista Rolling Stone l'ha inserita al 58º posto della lista dei cento migliori cantanti di tutti i tempi, è anche la più giovane in tale lista.
Gli insegnanti di canto e scrittori Phyllis Fulford e Michael Mailler hanno così descritto la voce di Aguilera: «Scura e il registro basso è leggero e stanco, il registro di belting è ampio e completo, ma molto graffiante; la voce di testa, come il registro di fischio sono leggeri, perfetti e vivaci. La sua estensione vocale si estende da un Do3 a un Sol6. Possiede un grande arsenale di buone tecniche. Il suo trillo è solido, ha una grande padronanza dei melismi, e può sostenere note molto lunghe.» Margaret Wappler del Los Angeles Times ha aggiunto che Aguilera può emettere un "legato ben eseguito". Tuttavia, il controtenore Philippe Jaroussky ha detto: «Non ha il sostegno del fiato e spesso canta fuori tono. La gente dice che può coprire quattro ottave, ma non è vero, perché al di sotto della nota La3, le note basse sono forzate, non supportate, la sua voce di belting è gutturale e forzata, per le sue note più alte non fa uso di voce di testa ma falsetto o registro di fischio, che sono registri scollegati. Quindi, può emettere buone note solo da La3 a Si4. I suoi melismi sono spesso scollegati con il ritmo e la struttura delle canzoni.»
Sin dal suo debutto nel 1999, Aguilera è stata paragonata ad artiste del calibro di Mariah Carey e Whitney Houston; David Browne del New York Times scrive: «Categoria 5, stile vocale conosciuto come melisma. Ms. Carey, Ms. Houston e Ms. Aguilera, per citare le tre principali campionesse, sono più associate al periodo che va dalla fine degli anni '80 alla fine degli anni '90.» Una recensione del Los Angeles Times compara lo stile vocale di Aguilera a quello di Barbra Streisand, Gladys Knight e Aretha Franklin, aggiungendo: «Le tendenze di Aguilera verso lo stile della Streisand è una buona cosa, possono aiutarla a capire come diventare la "grande cantante", denominazione che le hanno attribuito dall'uscita del suo primo singolo, Genie in a Bottle.»

### Influenze

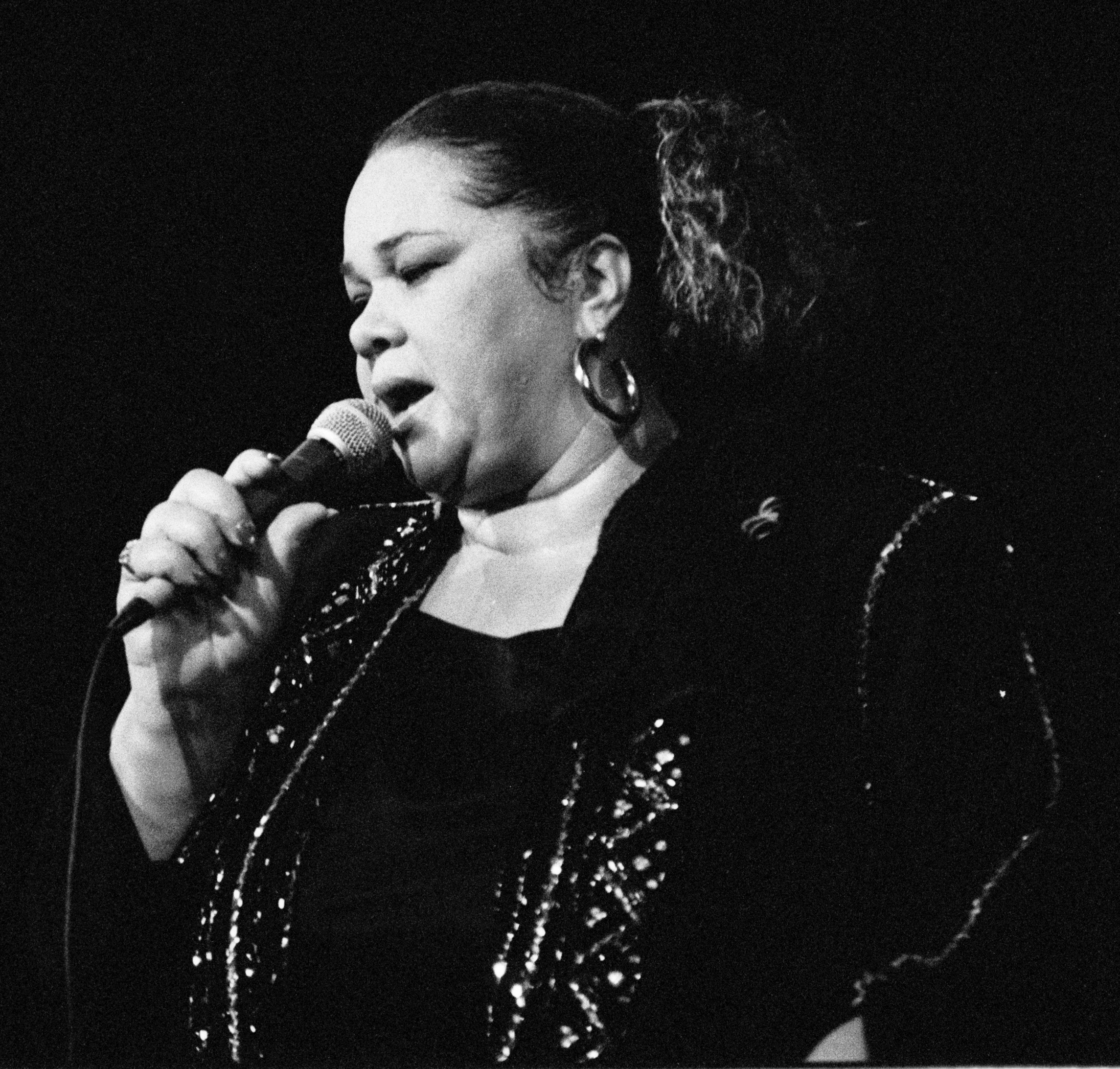
Etta James, la più grande ispirazione di Christina Aguilera

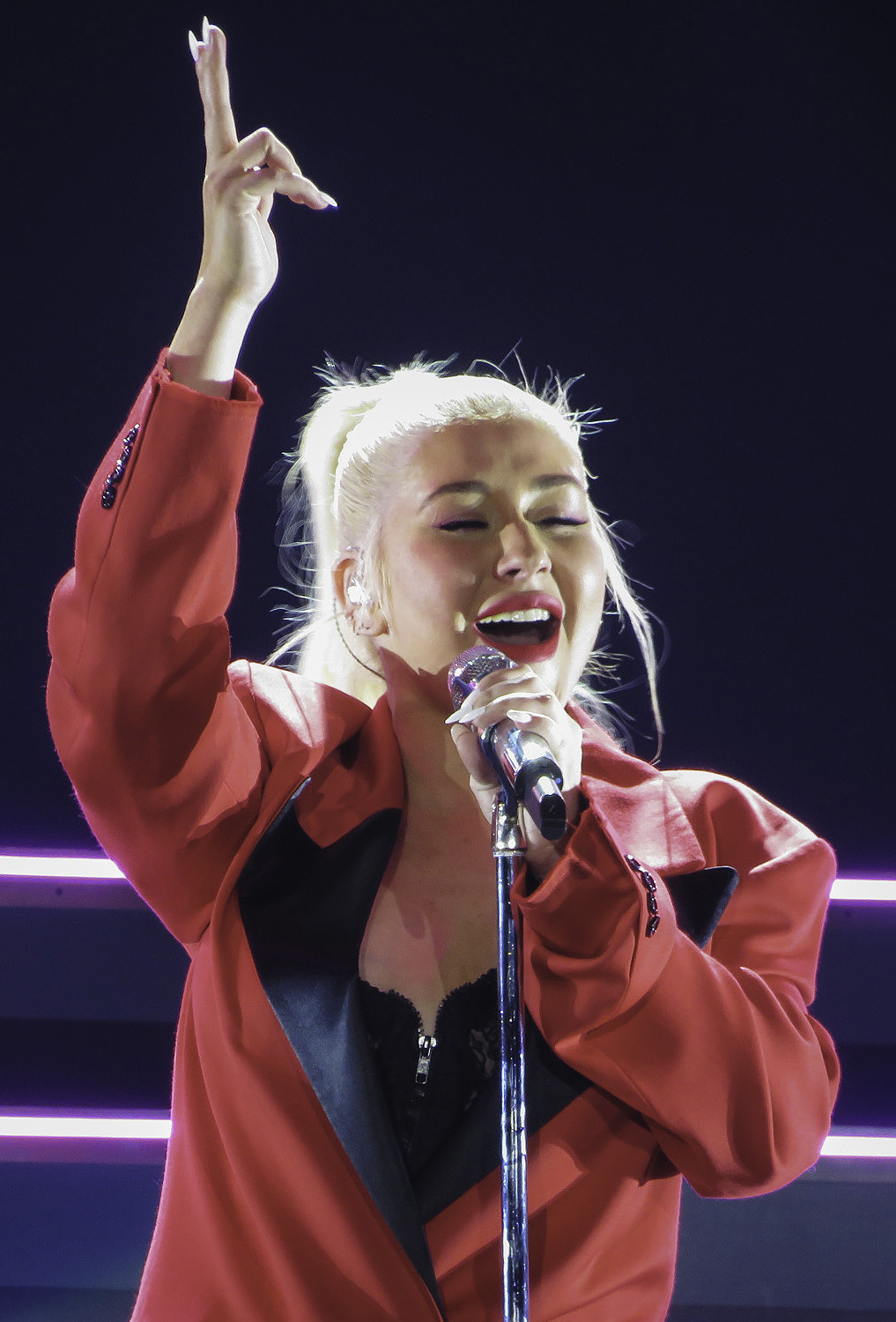
Christina Aguilera nel 2018

Una delle maggiori influenze e idolo di Aguilera è la cantante blues Etta James, il cui più famoso brano, At Last, è stato reinterpretato da Aguilera più volte nel corso della sua carriera: «Etta è la mia cantante preferita di tutti i tempi. Lo dico da sette anni in ogni intervista, da quando ho debuttato con il mio primo disco. Sono cresciuta ascoltando tutte le canzoni di Etta.» La maggior parte dell'album Back to Basics rende omaggio ad artiste come la James e altre degli anni cinquanta, ed è influenzato da jazz, blues e soul, generi con i quali la cantante è cresciuta. Una delle canzoni dell'album, Slow Down Baby contiene un frammento campionato di una canzone dei Gladys Knight & The Pips. L'artista ha anche indicato come sue due grandi influenze Madonna e Janet Jackson, poiché sono «donne forti che hanno molto coraggio nel reinventarsi continuamente, andando anche contro la stampa; è come se fossero senza paura». Altre influenze sono Aretha Franklin, Marvin Gaye, Michael Jackson, Esther Williams, Whitney Houston e Nina Simone.
Aguilera ha indicato come fonte di ispirazione anche Julie Andrews, spiegando come sia stata importante la sua figura e il suo lavoro durante la sua infanzia, ogni qual volta le cose a casa le sembravano troppo difficili pensava alla Andrews e alla sua interpretazione in The Sound of Music: «Guardavo il suo volteggiare intorno a quei monti. Mi sembrava così libera. [...] Mi sentivo imprigionata durante l'infanzia. E in pericolo: succedevano cose brutte nella mia casa; c'era violenza. The Sounds of Music sembrava una forma di liberazione.» Ha citato "gli anni d'oro di Hollywood" come altra fonte d'ispirazione al livello di immagine, citando nomi come: Marlene Dietrich, Marilyn Monroe, Carole Lombard, Greta Garbo, e Veronica Lake. Nel videoclip del singolo Ain't No Other Man interpreta il suo alter ego Baby Jane, chiaro riferimento al film Che fine ha fatto Baby Jane?. Si possono cogliere altre ispirazioni nel videoclip di Candyman, terzo singolo di Back to Basic, ispirato al brano del 1941 Boogie Woogie Bugle Boy delle Andrews Sisters e alle pin-up. Altre influenze derivano da artisti come Nico, Blondie e dai pittori Andy Warhol e Roy Lichtenstein, molto marcate nella raccolta Keeps Gettin' Better - A Decade of Hits.

## Filantropia

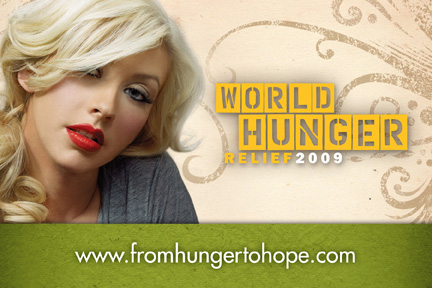
Poster promozionale della campagna contro la fame nel mondo

Nel 2000 ha appoggiato la Do Something, un'associazione che finanzia i progetti volti a migliorare il mondo e la comunità. Nel 2003 ho donato 200 000 dollari alla Women's Center & Shelter of Greater Pittsburgh, un centro che aiuta le donne vittime di violenze domestiche. Nell'aprile 2003, l'associazione GLAAD (Gay & Lesbian Alliance Against Defamation) ha consegnato un premio alla cantante per il sostegno alla comunità per le immagini di persone gay e transgender contenute nel video di Beautiful.
Nel 2004 è stata portavoce della campagna M.A.C. AIDS Fund per la lotta contro l'AIDS. Inoltre, ha partecipato a una campagna della YouthAIDS & Aldo Shoes in Canada, Stati Uniti e Regno Unito. È stata scelta come volto per uno dei tre slogan principali, intitolato Hear No Evil, sempre per la lotta all'AIDS. Nel 2005 è apparsa sulla compilation Love Rocks, i quali ricavati della vendita sono stati donati alla Human Rights Campaign, un'organizzazione dedicata alla lotta per i pari diritti delle persone gay, lesbiche, bisessuali e transessuali. Nello stesso anno ha partecipato alla raccolta fondi per finanziare le ricerche e la prevenzione dell'AIDS della Elton John AIDS Foundation. Nell'ottobre dello stesso anno ha partecipato all'evento Unite of the Stars, un concerto per la raccolta di fondi per combattere la fame nel mondo, svoltosi a Johannesburg, in Sudafrica. Un mese dopo ha donato in beneficenza tutti i suoi regali di nozze alle vittime dell'uragano Katrina.
Nel 2007 ha registrato una cover di Mother, di John Lennon per l'album Instant Karma: The Amnesty International Campaign to Save Darfur, al fine di raccogliere fondi e sensibilizzare le persone sul conflitto del Darfur.
Nel 2009 è diventata portavoce mondiale della World Hunger Relief, un'associazione che combatte la fame nel mondo. Aguilera si è recata in Guatemala insieme a suo marito e al Programma Alimentare Mondiale per constatare e far conoscere alle persone le condizioni della popolazione afflitta da problemi legati alla malnutrizione. Nell'ottobre 2012, Aguilera ha ricevuto un'onorificenza alla cerimonia per i George McGovern Leadership Award, per il suo impegno nella lotta alla fame nel mondo e per aver raccolto oltre 115 milioni di dollari per la World Hunger Relief.
Dopo il terremoto di Haiti del 2010, ha donato una Chrysler 300 autografata, che è stata poi messa all'asta. Ha partecipato, il 22 gennaio 2010, al telethon di beneficenza Hope for Haiti insieme ad altri artisti, le cui donazioni sono andate alla Oxfam America, Partners in Health, alla Croce Rossa e all'UNICEF. Nello stesso anno ha fatto la sua prima visita ad Haiti come ambasciatrice PAM, dove ha visitato due scuole nella città di Léogâne. Successivamente è stata eletta ambasciatrice delle Nazioni Unite per la fame nel mondo. Aguilera supporta anche la Defenders of Wildlife, che ha lo scopo di proteggere gli animali e le piante nel loro ambiente, la Missing Kids, per la ricerca dei bambini scomparsi, la National Alliance of Breast Cancer Organizations, la Women's Cancer Research Feud e la Cedars-Sinai Women's Cancer Research Institute, per la ricerca sul cancro al seno. Nel 2011 è stata la prima star a lasciare le proprie impronte sulla Abbey's Gay Walk of Fame di West Hollywood. David Cooley, fondatore della Abbey, ha spiegato che la scelta è ricaduta su Aguilera in quanto da anni era sostenitrice dei diritti degli omosessuali e dell'Abbey stesso.
Nel giugno 2013 si è recata in Ruanda insieme al compagno Matthew Rutler e al Programma Alimentare Mondiale per proseguire nel suo impegno assieme all'agenzia. Nell'ottobre 2013 ha ricevuto il Muhammad Ali Award per i suoi impegni umanitari.
Il 16 giugno 2016 pubblica il singolo di gruppo Change, il cui ricavato è destinato alle famiglie delle vittime della strage di Orlando.

## Moda
Nel 2008 una delle collezioni del designer di gioielli Stephen Webster ha portato il nome della cantante. La linea è formata da due collezioni: Shattered e Superstud.
A febbraio 2011 Aguilera ha annunciato di aver collaborato con la casa di moda C&A. La collezione è stata presentata alla settimana della moda di San Paolo, in Brasile. La collezione della cantante rispecchia lo stile adottato per l'album Bionic. Il colore predominante è il nero, che accompagna capi fetish arricchiti da pizzi e pelle. Le scarpe, invece, sono caratterizzate da altissimi plateau, modelli che hanno contraddistinto per alcuni anni l'artista.

## Vita privata

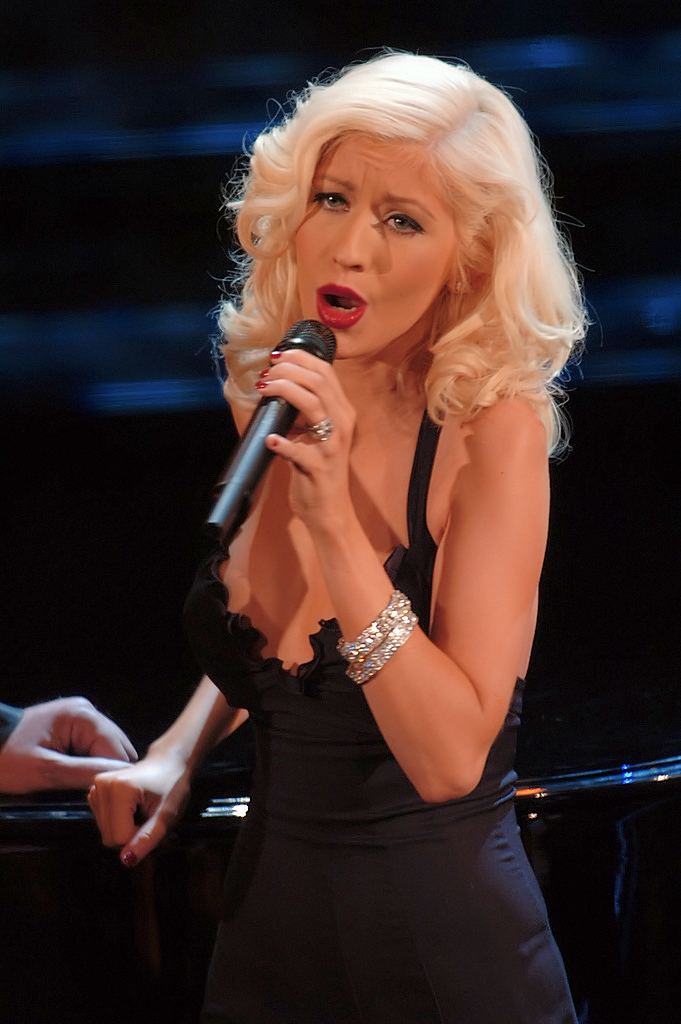
Christina Aguilera al Festival di Sanremo 2006

Nel 2002 inizia una relazione con il produttore musicale Jordan Bratman. La coppia si fidanza nel febbraio 2005 e si sposa il 19 novembre dello stesso anno. Nel giugno 2007, la coppia conferma che Aguilera era al terzo mese di gravidanza. La cantante si è fatta fotografare con il pancione sulla rivista Marie Claire. Il 12 gennaio 2008, a Los Angeles, ha dato alla luce un bambino, chiamato Max Liron Bratman. Nell'ottobre del 2010, Aguilera annuncia la separazione dal marito e pochi giorni dopo avvia l'iter giudiziario presso la Corte di Los Angeles per ottenere il divorzio, raggiunto nel 2011.
Nel 2009 è stata inserita nella lista delle 50 donne più belle del mondo dalla rivista People.
Dalla fine del 2010 è legata sentimentalmente al produttore cinematografico Matthew Rutler, conosciuto sul set di Burlesque. La coppia si è fidanzata il 14 febbraio 2014. A marzo 2014, durante un concerto in Malesia, Aguilera conferma di essere incinta di una bambina: come per la prima gravidanza posa per un servizio fotografico con il pancione. Il 16 agosto 2014 nasce Summer Rain Rutler, prima figlia per la coppia.

### L'infanzia e la violenza domestica
In diverse occasioni la cantante ha parlato della sua infanzia e dei relativi problemi. Da bambina, infatti, è testimone di continui atti di violenza da parte del padre, Fausto Aguilera, nei confronti della madre. In un documentario per l'emittente televisiva E! è la stessa madre a raccontare un particolare episodio di quegli anni, quando trovò Aguilera, all'età di quattro anni, sanguinante dalla bocca; il motivo di tale violenza sarebbe stato il rumore provocato dalla bambina mentre il padre riposava. Fu allora che Shelly Fidler prese la decisione di allontanarsi con le figlie, tornando a casa dei genitori. Nella stessa intervista Aguilera ammette di aver tentato, in seguito, un riavvicinamento con il padre che, tuttavia, non si è verificato. Le canzoni I'm OK e Oh Mother, contenute rispettivamente in Stripped e Back to Basics, trattano di tali eventi.

### Il fermo di polizia
Il 1º marzo 2011 viene presa in custodia dalla polizia di Los Angeles per essere in stato di ebbrezza. Le autorità spiegheranno, in seguito, che la cantante è stata portata presso la centrale di polizia in quanto incapace di provvedere a se stessa e non avendo fornito alcun contatto di persone che potessero prendersi cura di lei. Viene inoltre specificato che Aguilera non ha commesso nessun reato e non vi è alcuna accusa nei suoi confronti. Sorte diversa per il fidanzato, che viene arrestato con l'accusa di guida in stato di ebbrezza. L'uomo è stato poi rimesso in libertà su cauzione di 30 000 dollari.

## Discografia

### Album in studio
- 1999 – Christina Aguilera
- 2000 – Mi reflejo
- 2000 – My Kind of Christmas
- 2002 – Stripped
- 2006 – Back to Basics
- 2010 – Bionic
- 2012 – Lotus
- 2018 – Liberation
- 2022 – Aguilera

### Raccolte
- 2008 – Keeps Gettin' Better - A Decade of Hits

### Colonne sonore
- 2010 – Burlesque (con Cher)

## Tournée

### Tour
- 2000/2001 – Christina Aguilera in Concert
- 2003 – Justified & Stripped Tour (con Justin Timberlake)
- 2003 – Stripped World Tour
- 2006/2008 – Back to Basics Tour
- 2018 – The Liberation Tour
- 2019 – The X Tour

### Residency show
- 2019/2020 – The Xperience, presso lo Zappos Theater di Las Vegas
- 2023/2024 – A Seductively Intimate Show, presso il The Venetian Resort di Las Vegas

## Filmografia

### Cinema
- Shine a Light, regia di Martin Scorsese (2008)
- Burlesque, regia di Steve Antin (2010)
- In viaggio con una rock star (Get Him to the Greek), regia di Nicholas Stoller (2010)
- Pitch Perfect 2, regia di Elizabeth Banks (2015)
- Life of the Party, regia di Ben Falcone (2018)
- Zoe, regia di Drake Doremus (2018)

### Televisione
- Il club di Topolino (The All-New Mickey Mouse Club) – serie TV (1993-1996)
- Roswell – serie TV, episodio 1x03 (1999)
- Beverly Hills 90210 – serie TV, episodio 10x02 (1999)
- Entourage – serie TV, episodio 7x10 (2010)
- Nashville – serie TV, 3 episodi (2015)
- Demi Lovato: Dancing with the Devil – docuserie, regia di Michael D. Ratner (2021)

### Doppiatrice
- Shark Tale, regia di Vicky Jenson, Bibo Bergeron e Rob Letterman (2004)
- Emoji - Accendi le emozioni (The Emoji Movie), regia di Tony Leondis (2017)

## Programmi televisivi
- Star Search (1990) - Concorrente
- Punk'd – episodio 1x01 (2003) - Celebrità "vittima" di uno scherzo
- MTV Europe Music Awards (2003) - Conduttrice
- The Voice USA (2011–2016) - Coach

## Doppiatrici italiane
Nelle versioni in italiano delle opere in cui ha recitato, Christina Aguilera è stata doppiata da:
- Federica De Bortoli in Burlesque, Nashville
- Domitilla D'Amico in The Voice
- Francesca Manicone in Life of the Party

## Riconoscimenti
Fino ad ora ha vinto 176 premi e ha ricevuto 226 candidature. Di seguito sono elencate le varie candidature e i premi vinti nel corso degli anni.

### Vevo Certified
Nel canale della cantante:
- Your Body
- Lady Marmalade
- Candyman
- Hurt
- Pero me acuerdo de tí
- Genie in a Bottle
- Beautiful
- Dirrty

Come featuring:
- Moves like Jagger
- Feel This Moment
- Hoy tengo ganas de ti
- Say Something

### Rolling Stone Magazine
- 2001 – 3º tra le migliori colonne sonore con Lady Marmalade[243]
- 2003 – 18º Miglior tour con il Justified & Stripped Tour[71]
- 2003 – 52º nella lista delle 100 canzoni più belle di tutti i tempi con Beautiful[244]
- 2006 – 18º nella lista delle 100 canzoni più belle dell'anno con Ain't No Other Man[245]
- 2008 – 58º nella lista delle 100 migliori cantanti di tutti i tempi[11]

### Grammy Awards
Christina Aguilera ha vinto cinque Grammy Award.
| Anno | Nomina                                       | Categoria                                    | Risultato       |
| ---- | -------------------------------------------- | -------------------------------------------- | --------------- |
| 2000 | Christina Aguilera                           | Best New Artist                              | Vincitore/trice |
| 2000 | Genie in a Bottle                            | Best Female Pop Vocal Performance            | Candidato/a     |
| 2001 | What a Girl Wants                            | Best Female Pop Vocal Performance            | Candidato/a     |
| 2001 | Mi Reflejo                                   | Best Latin Pop Album                         | Candidato/a     |
| 2002 | Nobody Wants to Be Lonely feat. Ricky Martin | Best Pop Collaboration with Vocals           | Candidato/a     |
| 2002 | Lady Marmalade feat. Lil' Kim, Mýa e Pink    | Best Pop Collaboration with Vocals           | Vincitore/trice |
| 2003 | Dirrty feat. Redman                          | Best Pop Collaboration with Vocals           | Candidato/a     |
| 2004 | Beautiful                                    | Best Female Pop Vocal Performance            | Vincitore/trice |
| 2004 | Can't Hold Us Down feat. Lil' Kim            | Best Pop Collaboration with Vocals           | Candidato/a     |
| 2004 | Stripped                                     | Best Pop Vocal Album                         | Candidato/a     |
| 2006 | A Song for You feat. Herbie Hancock          | Best Pop Collaboration with Vocals           | Candidato/a     |
| 2007 | Ain't No Other Man                           | Best Female Pop Vocal Performance            | Vincitore/trice |
| 2007 | Back to Basics                               | Best Pop Vocal Album                         | Candidato/a     |
| 2008 | Candyman                                     | Best Female Pop Vocal Performance            | Candidato/a     |
| 2008 | Steppin' Out feat. Tony Bennett              | Best Pop Collaboration with Vocals           | Candidato/a     |
| 2012 | Moves like Jagger feat. Maroon 5             | Best Pop Duo/Group Performance               | Candidato/a     |
| 2012 | Burlesque feat. Cher                         | Best Compilation Soundtrack for Visual Media | Candidato/a     |
| 2015 | Say Something feat. A Great Big World        | Best Pop Duo/Group Performance               | Vincitore/trice |
| 2019 | Fall in Line ft. Demi Lovato                 | Best Pop Duo/Group Performance               | Candidato/a     |
| 2019 | Like I Do ft. GoldLink                       | Best Rap/Sung Performance                    | Candidato/a     |
| 2023 | Aguilera                                     | Best Latin Pop Album                         | Candidato/a     |

### Latin Grammy Awards
| Anno | Nomina                | Categoria                         | Risultato       |
| ---- | --------------------- | --------------------------------- | --------------- |
| 2000 | Genio Atrapado        | Best Female Pop Vocal Performance | Candidato/a     |
| 2001 | Pero Me Acuerdo de Ti | Record of the Year                | Candidato/a     |
| 2001 | Mi Reflejo            | Best Female Pop Vocal Album       | Vincitore/trice |
| 2022 | Aguilera              | Album of the Year                 | Candidato/a     |
| 2022 | Aguilera              | Best Traditional Pop Vocal Album  | Vincitore/trice |
| 2022 | Pa Mis Muchachas      | Record of the Year                | Candidato/a     |
| 2022 | Pa Mis Muchachas      | Song of the Year                  | Candidato/a     |
| 2022 | Pa Mis Muchachas      | Best Urban/Fusion Performance     | Candidato/a     |
| 2022 | Santo                 | Best Urban/Fusion Performance     | Candidato/a     |
| 2022 | Cuando Me Dé la Gana  | Best Regional Mexican Song        | Candidato/a     |

### MTV Video Music Awards
| Anno | Nomina                                    | Categoria              | Risultato       |
| ---- | ----------------------------------------- | ---------------------- | --------------- |
| 2000 | What a Girl Wants                         | Best New Artist        | Candidato/a     |
| 2000 | What a Girl Wants                         | Best Female Video      | Candidato/a     |
| 2000 | What a Girl Wants                         | Best Pop Video]        | Candidato/a     |
| 2000 | What a Girl Wants                         | Viewer's Choice        | Candidato/a     |
| 2000 | What a Girl Wants                         | Best Choreography      | Candidato/a     |
| 2001 | Lady Marmalade feat. Lil' Kim, Mýa e Pink | Video of the Year      | Vincitore/trice |
| 2001 | Lady Marmalade feat. Lil' Kim, Mýa e Pink | Best Pop Video         | Candidato/a     |
| 2001 | Lady Marmalade feat. Lil' Kim, Mýa e Pink | Best Dance Video       | Candidato/a     |
| 2001 | Lady Marmalade feat. Lil' Kim, Mýa e Pink | Best Video from a Film | Vincitore/trice |
| 2001 | Lady Marmalade feat. Lil' Kim, Mýa e Pink | Best Choreography      | Candidato/a     |
| 2001 | Lady Marmalade feat. Lil' Kim, Mýa e Pink | Best Art Direction     | Candidato/a     |
| 2003 | Dirrty feat. Redman                       | Best Female Video      | Candidato/a     |
| 2003 | Dirrty feat. Redman                       | Best Dance Video       | Candidato/a     |
| 2003 | Dirrty feat. Redman                       | Best Pop Video         | Candidato/a     |
| 2003 | Dirrty feat. Redman                       | Best Choreography      | Candidato/a     |
| 2004 | The Voice Within                          | Best Female Video      | Candidato/a     |
| 2004 | The Voice Within                          | Viewer's Choice        | Candidato/a     |
| 2004 | The Voice Within                          | Best Cinematography    | Candidato/a     |
| 2006 | Ain't No Other Man                        | Video Of the Year      | Candidato/a     |
| 2006 | Ain't No Other Man                        | Best Female Video      | Candidato/a     |
| 2006 | Ain't No Other Man                        | Best Pop Video         | Candidato/a     |
| 2006 | Ain't No Other Man                        | Best Choreography      | Candidato/a     |
| 2007 | Candyman                                  | Best Director          | Candidato/a     |
| 2013 | Feel This Moment feat. Pitbull            | Best Collaboration     | Candidato/a     |

### MTV European Music Awards
| Anno | Nomina             | Categoria        | Risultato       |
| ---- | ------------------ | ---------------- | --------------- |
| 2001 | Lady Marmalade     | Best Song        | Candidato/a     |
| 2003 | Beautiful          | Best Song        | Candidato/a     |
| 2003 | Stripped           | Best Album       | Candidato/a     |
| 2003 | Christina Aguilera | Best Female      | Vincitore/trice |
| 2003 | Christina Aguilera | Best Pop         | Candidato/a     |
| 2006 | Back to Basics     | Best Album       | Candidato/a     |
| 2006 | Christina Aguilera | Best Pop         | Candidato/a     |
| 2006 | Christina Aguilera | Best Female      | Vincitore/trice |
| 2007 | Christina Aguilera | Best Solo Artist | Candidato/a     |
| 2008 | Christina Aguilera | Best Act Ever    | Candidato/a     |

### MTV Asia Award
| Anno | Nomina              | Categoria              | Risultato       |
| ---- | ------------------- | ---------------------- | --------------- |
| 2002 | Lady Marmalade      | Favorite Video         | Candidato/a     |
| 2002 | Christina Aguilera  | Favorite Female Artist | Candidato/a     |
| 2004 | Beautiful           | Favorite Video         | Candidato/a     |
| 2004 | Christina Aguilera  | Favorite Female Artist | Vincitore/trice |
| 2008 | Back to Basics Tour | Bring Da House Down    | Candidato/a     |

### MTV Italian Music Awards
| Anno | Nomina             | Categoria        | Risultato       |
| ---- | ------------------ | ---------------- | --------------- |
| 2007 | Christina Aguilera | First Lady       | Vincitore/trice |
| 2011 | Christina Aguilera | Hot & Sexy Award | Candidato/a     |

### Los Premios MTV Latinoamérica
| Anno | Nomina             | Categoria                       | Risultato       |
| ---- | ------------------ | ------------------------------- | --------------- |
| 2003 | Christina Aguilera | Best Pop Artist – International | Vincitore/trice |

### People's Choice Awards
| Anno | Nomina                           | Categoria                                  | Risultato       |
| ---- | -------------------------------- | ------------------------------------------ | --------------- |
| 2005 | Car Wash feat. Missy Elliott     | Favorite Remake                            | Candidato/a     |
| 2005 | Car Wash feat. Missy Elliott     | Favorite Combined Forces                   | Candidato/a     |
| 2007 | Ain't No Other Man               | Favorite R&B Song                          | Candidato/a     |
| 2012 | Moves like Jagger feat. Maroon 5 | Favorite Song of the Year                  | Vincitore/trice |
| 2013 | Christina Aguilera               | Favorite Celebrity Judge                   | Candidato/a     |
| 2013 | Christina Aguilera               | Special Achievement Award "People's Voice" | Vincitore/trice |

### Teen Choice Awards
| Anno | Nomina                      | Categoria                 | Risultato       |
| ---- | --------------------------- | ------------------------- | --------------- |
| 2000 | Christina Aguilera          | Choice Female Artist      | Candidato/a     |
| 2000 | Christina Aguilera          | Choice Breakout Artist    | Candidato/a     |
| 2000 | Christina Aguilera          | Choice Album              | Candidato/a     |
| 2000 | What a Girl Wants           | Choice Single             | Candidato/a     |
| 2000 | What a Girl Wants           | Choice Love Song          | Candidato/a     |
| 2001 | Christina Aguilera          | Choice Female Artist      | Candidato/a     |
| 2001 | Christina Aguilera          | Choice Summer Artist      | Vincitore/trice |
| 2001 | Lady Marmalade              | Choice Song of the Summer | Vincitore/trice |
| 2003 | Christina Aguilera          | Choice Female Artist      | Candidato/a     |
| 2003 | Christina Aguilera          | Choice Female Hottie      | Candidato/a     |
| 2003 | Stripped                    | Choice Album              | Candidato/a     |
| 2003 | Justified and Stripped Tour | Choice Summer Tour        | Vincitore/trice |
| 2003 | Beautiful                   | Choice music single       | Candidato/a     |
| 2006 | Christina Aguilera          | Choice Female Artist      | Candidato/a     |
| 2006 | Christina Aguilera          | Choice Summer Artist      | Candidato/a     |
| 2006 | Christina Aguilera          | Choice Female Hottie      | Candidato/a     |
| 2006 | Back to Basics              | Choice Album              | Candidato/a     |
| 2006 | Ain't No Other Man          | Choice Single             | Candidato/a     |
| 2006 | Ain't No Other Man          | Choice R&B/Hip Hop Track  | Candidato/a     |
| 2006 | Ain't No Other Man          | Choice Summer Song        | Candidato/a     |

### Billboard Music Awards
| Anno | Nomina             | Categoria                 | Risultato       |
| ---- | ------------------ | ------------------------- | --------------- |
| 2000 | Christina Aguilera | Female Artist of the Year | Vincitore/trice |
| 2000 | Mi Reflejo         | Top Latin Pop Album       | Vincitore/trice |
| 2003 | Christina Aguilera | Female Artist of the Year | Vincitore/trice |
| 2012 | Moves like Jagger  | Top Hot 100 Song          | Candidato/a     |
| 2012 | Moves like Jagger  | Top Digital Song          | Candidato/a     |
| 2012 | Moves like Jagger  | Top Pop Song              | Candidato/a     |
| 2012 | Moves like Jagger  | Top Radio Song            | Candidato/a     |

### Billboard Latin Music Awards
| Anno | Nomina                | Categoria                                  | Risultato       |
| ---- | --------------------- | ------------------------------------------ | --------------- |
| 2001 | Mi Reflejo            | Pop Album of the Year, Female              | Vincitore/trice |
| 2001 | Mi Reflejo            | Pop Album of the Year, New Artist          | Vincitore/trice |
| 2014 | Christina Aguilera    | Crossover Artist of the Year               | Vincitore/trice |
| 2014 | Christina Aguilera    | Hot Latin Songs Artist of the Year, Female | Vincitore/trice |
| 2014 | Hoy Tengo Ganas de Ti | Hot Latin Song of the Year, Vocal Event    | Vincitore/trice |

### Billboard Touring Awards
| Anno | Nomina              | Categoria           | Risultato       |
| ---- | ------------------- | ------------------- | --------------- |
| 2007 | Back to Basics Tour | Top Package         | Candidato/a     |
| 2007 | Back to Basics Tour | Breakthrough Artist | Vincitore/trice |

### World Music Awards
| Anno | Nomina                                | Categoria                                | Risultato       |
| ---- | ------------------------------------- | ---------------------------------------- | --------------- |
| 2000 | Christina Aguilera                    | World's Best-Selling New Female Artist   | Vincitore/trice |
| 2001 | Christina Aguilera                    | World's Best-Selling Female Latin Artist | Vincitore/trice |
| 2014 | Christina Aguilera                    | World's Best Female Artist               | Candidato/a     |
| 2014 | Christina Aguilera                    | World's Best Live Act                    | Candidato/a     |
| 2014 | Christina Aguilera                    | World's Best Entertainer                 | Candidato/a     |
| 2014 | Your Body                             | World's Best Song                        | Candidato/a     |
| 2014 | Your Body                             | World's Best Video                       | Candidato/a     |
| 2014 | Feel This Moment                      | World's Best Song                        | Candidato/a     |
| 2014 | Feel This Moment                      | World's Best Video                       | Candidato/a     |
| 2014 | Say Something feat. A Great Big World | World's Best Song                        | Candidato/a     |
| 2014 | Say Something feat. A Great Big World | World's Best Video                       | Candidato/a     |
| 2014 | Lotus                                 | World's Best Album                       | Vincitore/trice |